# Video marketing
Video marketing-ul este o strategie de marketing digital care utilizează conținut video pentru a promova un produs, serviciu sau marcă. Acest tip de marketing se concentrează pe crearea de videoclipuri relevante și de calitate care să capteze atenția publicului și să-l determine să acționeze, cum ar fi să cumpere un produs sau să se înregistreze la un eveniment.
Video marketing-ul poate fi utilizat pe diferite platforme, cum ar fi site-uri web, rețele sociale, bloguri și chiar pe canalele TV tradiționale. El poate fi utilizat pentru a genera conștientizarea brandului, pentru a crește angajamentul publicului, pentru a educa consumatorii despre produsele sau serviciile oferite și pentru a îmbunătăți experiența utilizatorilor.
Pentru a reuși cu video marketing-ul, este important să se ia în considerare publicul țintă și să se creeze conținut video relevant pentru aceștia. De asemenea, este important să se aibă o strategie clară de distribuție a videoclipurilor pentru a ajunge la publicul țintă și a genera rezultatele dorite.
Astăzi, videoclipurile reprezintă ceea ce erau site-urile acum 20 de ani, fiind urmărite cu entuziasm pe smartphone-uri și ocupând un loc important în video marketing. Conform unor statistici, un post video pe Facebook atrage cu 135% mai mult decât o postare cu o fotografie. Dar după ce ai creat sau plătit pentru a crea un videoclip, trebuie să știi cum să-l promovezi în mod eficient și pe ce canale să-l distribui. În acest sens, există 6 trucuri esențiale pe care ar trebui să le urmezi:
1. Canale de distribuție - Există multe canale de distribuție disponibile astăzi, iar fiecare își are specificul său. Social media devine din ce în ce mai populară și relevantă pentru consumatori, cu platforme centrate direct pe nevoile utilizatorilor. Canalele tradiționale de marketing, cum ar fi televiziunea, radio-ul și ziarele rămân canale de promovare unidirecționale și statice, pierzând treptat relevanță.
2. Program de publicare/distribuire - Planificarea orarului și intervalului de publicare/distribuire este importantă pentru a genera o lansare de produs sau eveniment de succes. Gândește-te la evenimentele sociale care pot avea loc și care ar putea distrag atenția publicului țintă de la mesajul tău.
3. Durata videoclipului - Alege durata potrivită pentru videoclipul tău în funcție de platforma pe care dorești să-l distribui. Videoclipurile mai scurte sunt mai populare pe social media, dar videoclipurile mai lungi ar putea fi mai potrivite pe alte platforme, cum ar fi site-uri web sau televiziune.
4. Branding - Asigură-te că videoclipul tău este bine structurat și conține elemente de branding puternice, cum ar fi logo-ul și culorile distinctive ale brandului tău.
5. Mesaj - Mesajul videoclipului tău trebuie să fie clar și ușor de înțeles. Folosește un ton corespunzător publicului tău și fii conștient de ceea ce îi interesează pe aceștia.
6. Măsurarea performanței - Măsoară performanța videoclipurilor tale în funcție de obiectivele tale de marketing și ia în considerare feedback-ul și implicarea publicului tău. În funcție de acestea, poți ajusta strategia ta de marketing video și planurile de distribuție.
În funcție de feedback-ul pe care îl primești din partea publicului tău țintă, poți ajusta strategia ta de marketing video și planurile de distribuție. De exemplu, dacă majoritatea vizualizărilor video provin de pe anumite platforme de social media, poți decide să te concentrezi mai mult pe promovarea videoclipurilor tale pe acele platforme și să îți ajustezi strategia pentru a optimiza conținutul video pentru acele platforme.
În plus, feedback-ul poate ajuta să îți dai seama ce funcționează cel mai bine în videoclipurile tale și ce anume trebuie să ajustezi pentru a îmbunătăți impactul lor asupra publicului. De exemplu, dacă observi că publicul tău țintă răspunde pozitiv la videoclipuri care includ interviuri cu experți din domeniu, poți decide să incluzi mai multe astfel de interviuri în videoclipurile tale viitoare.
În general, feedback-ul din partea publicului tău țintă este esențial pentru a-ți ajusta strategia de marketing video și planurile de distribuție, pentru a ajunge la un public mai larg și pentru a obține mai mult succes cu videoclipurile tale.
1. Peste 85% dintre companii utilizează video în cadrul strategiilor lor de marketing (Wyzowl, 2021).
2. Peste 80% dintre consumatori consideră că videoclipurile de produs sunt importante atunci când iau decizii de cumpărare (HubSpot, 2021).
3. Conținutul video generează de până la 1200% mai multe share-uri pe rețelele sociale decât textul și imaginile combinate (G2 Crowd, 2021).
4. Peste 70% dintre consumatori preferă să învețe despre produsele sau serviciile unui brand prin intermediul videoclipurilor (Wyzowl, 2021).
5. Peste 90% dintre marketeri consideră că video marketingul este eficient pentru creșterea conștientizării mărcii, angajarea publicului și generarea de lead-uri (Wyzowl, 2021).
6. Conținutul video are o rată de conversie medie cu până la 80% mai mare decât alte tipuri de conținut (Wirebuzz, 2021).

Aceste statistici demonstrează puterea video marketingului în creșterea angajării și a conștientizării mărcii, precum și în generarea de lead-uri și conversii.
1. ↑  „Digital marketing - Ce este și cum funcționează?”. makeitacademy.com. Accesat în 29 aprilie 2023.